# Dee Wallace
Deanna Bowers (ur. 14 grudnia 1948 w Kansas City) – amerykańska aktorka filmowa i telewizyjna. Znana z ról w licznych popularnych i kultowych filmach, włączając w to E.T. Stevena Spielberga (1982), Cujo Lewisa Teague'a (1983) i Wzgórza mają oczy Wesa Cravena (1977). W sumie wystąpiła w ponad dwustu filmach i produkcjach telewizyjnych.

## Filmografia
- 1975: Żony ze Stepford (The Stepford Wives) jako Nettie
- 1977: Wzgórza mają oczy (The Hill Have Eyes) jako Lynne Wood
- 1979: Dziesiątka (10) jako Mary Lewis
- 1981: Skowyt (The Howling) jako Karen White
- 1982: E.T. (E.T. the Extra-Terrestrial) jako Mary
- 1986: Critters jako Helen Brown
- 2007: Halloween jako Cynthia Strode